# 249 aC
El 249 aC va ser un any del calendari romà prejulià. Durant la República i l'Imperi Romà, era conegut com a any del consolat de Pulcre i Pul·lus (o també any 505 ab urbe condita). L'ús del nom «249 aC» per referir-se a aquest any es remunta a l'alta edat mitjana, quan el sistema Anno Domini va ser el mètode de numeració dels anys més comú a Europa.

## Esdeveniments

### Àsia
- Inici de l'Imperi Part que duraria fins al 231. Arsaces I deposa el sàtrapa Andràgores i s'apodera del país.[2]

### Grècia
- Alexandre, tirà de Corint, fill de Cràter, aconsegueix diverses victòries sobre Atenes i Argos i a l'any següent, possiblement, obligarà els seus enemics a acceptar una treva.[3]

### Roma
- Aquest any són elegits cònsols Publi Claudi Pulcre i Luci Juni Pul·lus.[4]
- Luci Juni Pul·lus, al capdavant de la flota romana, és interceptada per la flota cartaginesa davant de Fincíada i es refugia a la costa, on te lloc la batalla de Fincíada. Els romans obtenen manganells i catapultes de la ciutat, i les col·loquen als turons per protegir la flota. La flota cartaginesa s'acosta a la romana però al veure els preparatius defugen la lluita. Quan marxen de la costa, una gran tempesta destrueix la flota romana, per haver ignorat uns auspicis desfavorables. Desesperat, Pul·lus es suïcida.[5]
- La flota cartaginesa comandada pel general Adhèrbal derrota Publi Claudi Pulcre en la batalla de Drèpana. El cònsol havia iniciat l'atac en contra d'uns auguris desfavorables.[6]
- Claudi Pulcre torna a Roma on el Senat li demana la designació d'un dictador i elegeix Marc Claudi Glícia, fill d'un llibert. El Senat anul·la aquesta designació.[7]
- El Senat nomena dictador a Aulus Atili Calatí, per fer-se càrrec de la guerra a Sicília, en lloc de Marc Claudi Glícia. No va fer res de destacat però és el primer dictador que dirigeix un exèrcit romà fora de la península Itàlica. Pels resultats desastrosos de la guerra, és multat amb 120.000 asos.[8]